# بوليوكتوس (بطريرك القسطنطينية)
كان بوليوكتوس (باليونانية: Πολύευκτος) بطريرك القسطنطينية المسكوني في القرن العاشر الميلادي. رفض تتويج يوحنا زيمسكي إمبراطورًا، وحرم قاتلي نقفور الثاني كنسيًّا.

## التاريخ
رُفِع بوليكتوس من رتبة راهب بسيط إلى منصب البطريرك عام 956، ليخلف الأمير الإمبراطوري ثيوفيلكط ليكابينوس، وظل على العرش البطريركي في القسطنطينية حتى وفاته في 16 يناير 970. ولما كان يتمتع بعقل عظيم، وحماس للإيمان، وقوة في الخطابة، أُطلق عليه لقب "يوحنا الذهبي الفم الثاني" الذهبي الفم.
ورغم أنه حصل على منصبه بدعم من قسطنطين السابع، إلا أنه لم يظهر ولاءً كبيرًا له. بدأ بالتشكيك في شرعية زواج والدي قسطنطين، بل ذهب إلى حد استعادة سمعة البطريرك إثيميوس، الذي عارض ذلك الزواج بشدة.
قدِمت الأميرة الروسية القديسة أولغا إلى القسطنطينية في عهد البطريرك بوليكتوس خلال حكم الإمبراطور البيزنطي قسطنطين السابع، واعتمدت هناك عام 957. وقد عمدها البطريرك بنفسه، وكان الإمبراطور عرّابها. وتنبأ القديس بوليكتوس قائلاً: "طوبى لكِ بين النساء الروسيات، لأنكِ أحببتِ النور ونبذتِ الظلام؛ وسيبارككِ أبناء روسيا إلى آخر جيل".
رفع بوليكتوس الأسقف بطرس من أوترانتو (958) إلى رتبة ميتروبوليت، مع إلزامه بنشر الطقس اليوناني في الإقليم بأكمله؛ وأعيد إدخال الطقس اللاتيني بعد الغزو النورماني، ولكن ظل الطقس اليوناني مستخدمًا في عدة مدن تابعة للأبرشية حتى القرن السادس عشر.
ورغم دعمه لصعود نقفور الثاني إلى العرش ضد مكائد يوسف برينجاس، إلا أن بوليكتوس حرمه كنسيًا بسبب زواجه من ثيوفانو على أساس أنه كان عرّابًا لأحد أبنائها. وكان قد رفض سابقًا منحه القربان لمدة عام كامل، بسبب خطيئة زواجه الثاني بعد وفاة زوجته الأولى.
كما حرم بوليكتوس قتلة الإمبراطور نقفور الثاني، ورفض تتويج الإمبراطور الجديد يوحنا الأول تزيميسكيس، ابن شقيق الإمبراطور الراحل (وأحد القتلة)، حتى يعاقب القتلة وينفي عشيقته الإمبراطورة ثيوفانو التي يُزعم أنها نظمت اغتيال زوجها.